# 吉野川 (中土佐町)
吉野川（よしのがわ）は、高知県高岡郡中土佐町大野見吉野を流れる渡川（四万十川）水系の河川。

## 地理
大野見吉野地区の北部に発し南流。中土佐町大野見庁舎付近で四万十川に合流する。

## 主な支流
※括弧内は、合流地点
- 跡川川（高知県高岡郡中土佐町大野見吉野）

## 並行する交通

### 道路
- 高知県道41号窪川中土佐線